# Orígenes de la palabra Chihuahua
Siempre ha habido controversia respecto al origen de la palabra Chihuahua, el INEGI, al agregar un esbozo de historia a las referencias del estado de Chihuahua, reunió las siguientes definiciones, que son las principales en la falta de definición precisa. La controversia siempre ha sido respecto al origen del nombre de la Ciudad capital, donde corre el Río Chuvíscar, afluente del Río Conchos.

## Junto a dos aguas
- Para llegar a esta conclusión han descompuesto la palabra como sigue: “chi”, lugar; “hua”, agua; “hua”, agua; haciendo mención de los Ríos Sacramento y Chuvíscar, que se juntan en las inmediaciones de la capital.

- La apreciación resulta falsa, dos aguas se traduce al rarámuri como “Okubawiki”, que ni por aproximación se asemejan a la palabra Chihuahua.

## Lugar de piedra agujereada
- Significado que se atribuye a GuagACHICICAGO o Guaguachiqui, pueblo del municipio de Urique, considerando las mismas sílabas de Chihuahua, nada más que invertidas. Los que así opinan toman como fundamento lo que pudiéramos llamar la piedra agujereada, que es la ventana o traga-luz que presenta el Cerro del Coronel en la parte alta, al lado, es imposible constatar la acepción antes expuesta, porque piedra en tarahumara es “rehéque” y agujereada, “ehuárame” o “ehuácame”, agujeroGuaguachiqui o Chihuahua.

## Costalera o saquería
- Derivada de la voz indígena “Chihuahuira”, “Chihuahuara” o “maruca”, que sirve entre ellos para designar una bolsa de cuero que generalmente llamamos talego, en la que los raramuris ponen su pinole o cualesquiera otra cosa pequeña que llevan durante los viajes. Se interpreta que si “Chihuahuara” significa costal, Chihuahua denota costalera o saquerío.

- Con este criterio también podría decirse que si “Chihuá” es la traducción del verbo robar, Chihuahua será la gavilla de ladrones; y si “Chihuaca” es leche, Chihuahua significará establo. Se debe aclarar que en lugar de aplicar alguna otra desinencia a “chihuahuira” para pluralizar la voz “costal” o “talego”, se le quita la última sílaba para que denote costalera o saquerío, lo que no está de acuerdo con la regla gramatical citada antes, pues muchos costales sería “huecá chihuahuira” en la lengua tarahumara.
- Si con el significado de “costalera ó saquería” se quiere hacer mención a la gran cantidad de sacos que se usaban para transportar los metales de las minas de Santa Eulalia de Chihuahua a las haciendas y cendradas del Real de San Francisco de Cuéllar, la interpretación también resulta errónea, pues los sacos fueron posteriores al nombre de Chihuahua que desde sus orígenes se dio al actual Mineral de Aquiles Serdán y hasta 1718 a la capital, y todavía existe en el primer lugar un punto llamado Chihuahua el viejo.(En 2007 es la zona llamada como San Felipe Viejo)

## Seco y arenoso
- El intelectual cubano Félix Ramos y Duarte (1848-1924), en su Diccionario de duriosidades históricas (1899), afirma que Chihuahua es probablemente una palabra de origen azteca formada de “Xicuauhua”, que se descompone: “Xi”, así y “Cuauhua” síncope de “Cuauhuacqui”, ‘seco’ o ‘cosa seca o arenosa’. En la revista Chihuahua, editada en 1909 por la librería de Ch. Bouret, en la página 2, columna 1.ª, se lee lo siguiente: “… por lo que toca a la etimología de la palabra Chihuahua, es dudosa, se ha supuesto que podría tener parentesco con el nombre “Chichilticalli”, que se halla en viejas crónicas y del que cree Orozco y Berra que pudiera aplicarse a Casas Grandes”.
- El señor Chavero la supone derivada del náhuatl y dice que podría ser una corrupción de “Xicuahua” y que significaría “lugar árido ó lugar arenoso”. Si se toman en cuenta las razones anteriormente expuestas sobre el nombre primitivo del Mineral de Aquiles Serdán es allí donde debe buscarse el accidente o detalle geográfico que dio origen al nombre de Chihuahua, tomando en cuenta la regla o costumbre aplicada por los indios para dar nombre a algunos lugares habitados. La escasez de agua es uno de los problemas fundamentales que allí siempre ha existido para la subsistencia de la población.[1]